# Grad Radlje
Grad Radlje ali Stari grad nad Radljami ob Dravi oz. Razvaline Gradu Marenberg (nemško: Mahrenberg) so razvaline gradu na hribu severno nad Radljami ob Dravi v smeri Radeljskega prelaza. Ruševina je delno zavarovana in ponuja čudovit razgled na dolino reke Drave.

## Zgodovina
Grad so zgradili vitezi Merenberški. Albert Trušenjski in Marenberški je dal nad vasjo (dokumentirana leta 1161) zgraditi grad, ki je bil prvič omenjen leta 1193 in je postal središče Radelj/Marenburga. Pravzaprav je bil nezakonito zgrajen na ozemlju beneditinskega samostana svetega Pavla. Sredi 13. stoletja  je kraj postal središče radeljskega območja in gospodarsko središče. Sin Alberta  Sejfrid je leta 1251 ustanovil dominikanski samostan v Marenbergu.
Prvi omenjeni Marenberški je bil Hartl (1199), nato pa še Hartnid (1214), Albert in Gizela ter njun sin Sejfrid Marenberški (1251). Po njegovi smrti, ko ga je dal usmrtiti Otokar II. Přemysl leta 1271, je grad pripadel deželnemu knezu. Nato je grad prišel  v druge roke: dne 13. junija 1278 je imel grof Henrik Pfanberški v lasti castrum Marinberch skupaj z odvetništvom nad Remšnikom, ki ga je dobil zase in za svoje dediče. Verjetno istočasno in kot dediščina preide isto odvetništvo na Ofa Trušenjskega Emerberškega, ki je v sorodu z merenberško rodbino in ki se včasih šteje za Sejfridovega nečaka, pa tudi sam fevd Šentpavelskega samostana. Od takrat naprej se je imenoval Ofo Emerberški tudi Marenberški. Poročen je bil z Ano Žovneško. Njega je verjetno nasledil njun sin Ulrik Marenberški. Njegova vdova Vendel neznanega izvora se je ponovno poročila, verjetno po Ulrikovi zgodnji smrti okoli leta 1308, z grofom Ruprehtom Castelskim. Ta dokumentirano pride do Šentpavelskega fevda leta 1311 in umre že leta 1313. Leta 1312 je svoj kastelski delež v mestu Volkach na Majni zapustil Henriku Hohenloheju. Hči Ulrika Marenberškega in Vendel, Ana Falška, je leta 1322 odšla v samostan Marenberg, kjer jo je oskrbel Henrik Hohenloški. Zdi se, da je Rupreht Castelski prišel na Štajersko v krogu Hohenloških.  Od 9. februarja 1312 je fevd mahrenberškega gospostva pripadel Habsburžanom, ki so bili lastniki gradu od 8. aprila 1312. Julija istega leta Henrik Hohenloški dobi posest v zastavo. Obstajajo pa tudi skoraj vzporedne zastave. Dne 15. marca Ulrik Walseejski in 16. oktober 1325 je enakopravno zapisan Albrehtu Viltuškemu (lastniku gospostva Ivnik). Viltuški se še omenja leta 1332, Walseejski pa leta 1360. Leta 1375 je novi lastnik, 1396 ponovno Walseejski. Zdi se, da je leta 1435 posest postala alod, vendar je bila leta 1453 zastavljena nazaj samostanu. Leta 1482 je bil dominikanski samostan v Marenbergu kratek čas lastnik gradu.
Že naslednje leto 1483 je bil za zastavnega upnika imenovan Hrvat Jurij Kolonič. Cesar Friderik mu je podelil pravico, da zaračuna 60 pfenigov mitnine za vsak sod vina, ki ga prepeljejo čez Dravo v Marenbergu in tako ohrani grad. Kasnejši cesar Maksimilijan I. je leta 1501 podaril grad in okrajno sodišče Urbanu Hollenburgerju za plačilo 100 zlatih dukatov. Kasneje je bil grad spet v lasti šentpavelskega samostana, Rosine Ivana Ivniškega in samostana Marenberg.
Od leta 1529 so imenovani samo upravitelji, ki naj bi vzdrževali grad. Leta 1562 je neki Gabriel ali Jurij Hofer od cesarja Ferdinanda do svoje smrti prejel grad v zastavo, skupaj z 2000 fl. Guldnov s pridržkom 6 % zneska, ki se letno porabi za popravila. Leta 1578 je prejel še 300 fl za obnovitvena dela.  Od leta 1581 do 1669 je posest pripadala koroški plemiški družini Khevenhüller.
Grad je bil v 15. stoletju porušen od Turkov in večkrat požgan. V požaru po udaru strele 19. maja 1697 je ogenj grad tako uničil, da ni bil več obnovljen. Središče gospostva je bilo na zahodnem robu Marenberga, kjer se je nekdanja grajska mlekarna spremenila v t.i. spodnji grad, danes grad Marenberg ali Grad Radlje, ki je bil razširjen kot upravni in gosposki sedež.
Razvaline gradu so vpisane kot slovenski kulturni spomenik pod številko EŠD 8140.

## Opis
Domnevno prvotno majhen stolpasti grad so razširili v glavno stavbo (palas) z dvema stolpoma in kasneje dopolnili z ganki. Grajski jarek, ki je varoval obzidje, je služil kot obramba na hribu. Dostop je bil varovan preko dvižnega mostu v cvingerju z zgrajeno ščitnim zidom.

## Današnje stanje
Razvaline gradu so bile (z 85 % financirane iz Evropskega kmetijskega sklada za razvoj podeželja (EKSRP) EU) od leta 2007 do 2013 za skoraj 50.000 evrov, obnovljene in delno na novo zgrajene in so iz naselja dostopne po poti ali označeni krožni poti.  Velika tabla daje informacije o gradu in njegovi zgodovini, čigar strmi ostanki so dostopni po lesenem mostu čez ostanke grajskega jarka. Obstajajo legende o Ani Falški, ki naj bi kot nemirna in zapravljiva mladenka povzročila nekaj porednosti, in o povezovalnih prehodih iz gradu v vas, ki so jih verjetno povzročile naravne kraške jame, ki potekajo skozi okolico.